# Чакаев, Ахмед Османович
Ахме́д Осма́нович Чака́ев (род. 23 марта 1988 или 21 марта 1987, Хасавюрт, Дагестанская АССР) — российский борец вольного стиля, чемпион и призёр чемпионатов России, обладатель Межконтинентального кубка, призёр чемпионатов Европы и мира, мастер спорта России международного класса (2016). Чеченец. Родился и живёт в Хасавюрте. Член сборной команды страны с 2009 года.

## Достижения
- Гран-при Иван Ярыгин 2019 года;
- Чемпионат России по вольной борьбе 2018 года;
- Гран-при Иван Ярыгин 2018 года;
- Международный турнир «Аланы» 2017 года[2];
- Гран-при Иван Ярыгин 2017 года[3];
- Чемпионат России по вольной борьбе 2015 года;
- Чемпионат России по вольной борьбе 2014 года;
- Гран-при Иван Ярыгин 2014 года;
- Гран-при Иван Ярыгин 2011 года;
- Кубок Рамзана Кадырова 2010 года;
- Межконтинентальный кубок 2009 года;
- Кубок Рамзана Кадырова 2009 года;
- Гран-при Иван Ярыгин 2009 года;